# Парламентарни избори у Србији 1997.
Избори за народне посланике Републике Србије одржани су 21. септембра 1997.

## Ток избора
Број изборних јединица је повећан на 29 (са 9) за избор укупно 250 народних посланика.
Изборе је бојкотовало 16 странака међу којима су биле и Демократска странка, Демократска странка Србије, Грађански савез Србије и друге због нерегуларности на локалним изборима годину дана раније, неслагања са повећањем броја изборних јединица које би довеле до натпропорционалне заступљености владајућих партија у парламенту и због неадекватне заступљености опозиционих актера у медијима.
Као и претходне, изборе су бојкотовале странке које репрезентују Албанце са Косова и Метохије, који су чинили око 17% становништва Србије.
На основу посматрања и анализе целокупног процеса, ОЕБС и ЦеСИД су утврдили озбиљне мањкавости у свим фазама изборног поступка, наводећи да изборни процес није испунио ни минималне услове за фер изборе.

## Излазност
У бирачке спискове било је уписано 7.210.386 бирача, на изборе је изашло 4.139.080 или 57,37%.

## Резултати
|                                                                                  |           |        |         |      |
| Партија                                                                          | Гласови   | %      | Мандати | +/–  |
| Лева коалиција (СПС, ЈУЛ, НД)                                                    | 1.418.036 | 35,70  | 110     | –18  |
| Српска радикална странка                                                         | 1.162.216 | 29,26  | 82      | +43  |
| Српски покрет обнове                                                             | 793.988   | 19,99  | 45      | +8   |
| Коалиција „Војводина“ (ЛСВ–НСС–РВ)                                               | 112.589   | 2,83   | 4       | +3   |
| Социјалдемократија                                                               | 105.068   | 2,64   | 0       | Нова |
| Демократска алтернатива, Сељачка странка Србије, Пензионерска партија Србије     | 60.855    | 1,53   | 1       | +1   |
| Савез војвођанских Мађара                                                        | 50.960    | 1,28   | 4       | Нова |
| Коалиција ”Листа за Санџак др Сулејман Угљанин”                                  | 49.486    | 1,25   | 3       | Нова |
| Демократска странка војвођанских Мађара                                          | 16.986    | 0,43   | 0       | Нова |
| Демократска заједница војвођанских Мађара                                        | 16.812    | 0,42   | 0       | –5   |
| Нова комунистичка партија Југославије                                            | 16.222    | 0,41   | 0       | 0    |
| Радикална странка ,,Никола Пашић''                                               | 15.986    | 0,40   | 0       | Нова |
| Народна странка                                                                  | 15.232    | 0,38   | 0       | 0    |
| Демократска коалиција Прешево-Бујановац                                          | 14.179    | 0,36   | 1       | Нова |
| Партија природног закона                                                         | 8.957     | 0,23   | 0       | Нова |
| Савез комуниста Југославије у Србији                                             | 5.760     | 0,14   | 0       | Нова |
| Странка српског јединства                                                        | 5.590     | 0,14   | 0       | 0    |
| Демократски савез Хрвата у Војводини                                             | 5.375     | 0,14   | 0       | 0    |
| Војвођанска странка                                                              | 4.790     | 0,12   | 0       | Нова |
| Странка држављана Србије                                                         | 4.508     | 0,11   | 0       | Нова |
| Коалиција ,,Препород'' – Странка девизних штедишта                               | 3.727     | 0,09   | 0       | Нова |
| Савез грађана Суботице                                                           | 3.647     | 0,09   | 0       | Нова |
| Коалиција ,,Санџак''                                                             | 3.606     | 0,09   | 0       | Нова |
| Српски покрет отпора - Демократски покрет                                        | 3.299     | 0,08   | 0       | Нова |
| Пензионерска демократска странка Србије                                          | 2.956     | 0,07   | 0       | Нова |
| Демохришћански покрет војвођанских Мађара                                        | 2.702     | 0,07   | 0       | Нова |
| Коалиција ,,Препород''                                                           | 2.652     | 0,07   | 0       | Нова |
| Српска сељачка странка                                                           | 2.197     | 0,06   | 0       | 0    |
| Грађански покрет војвођанских Мађара                                             | 2.181     | 0,05   | 0       | Нова |
| Радничка странка Југославије                                                     | 2.141     | 0,05   | 0       | Нова |
| Нова радикална странка – Странка народа                                          | 2.116     | 0,05   | 0       | Нова |
| Странка девизних штедиша                                                         | 1.895     | 0,05   | 0       | 0    |
| Покрет за заштиту људских права                                                  | 1.849     | 0,05   | 0       | 0    |
| Хришћанско-демократско сједињење                                                 | 1.772     | 0,04   | 0       | Нова |
| Српска сељачка странка – Народна странка                                         | 1.489     | 0,04   | 0       | 0    |
| Савез независних грађана "За Земун                                               | 1.243     | 0,03   | 0       | Нова |
| Независна радикална странка                                                      | 1.225     | 0,03   | 0       | Нова |
| Војвођанска зелена странка                                                       | 1.125     | 0,03   | 0       | Нова |
| Савез комуниста Југославије                                                      | 1.026     | 0,03   | 0       | Нова |
| Солидарност                                                                      | 891       | 0,02   | 0       | Нова |
| Зелена странка                                                                   | 772       | 0,02   | 0       | 0    |
| Комунистичка партија Југославије                                                 | 749       | 0,02   | 0       | 0    |
| Социјалдемократска партија радника Санџака                                       | 674       | 0,02   | 0       | Нова |
| Либерално-демократска странка                                                    | 503       | 0,01   | 0       | Нова |
| "Држављани Србије" – Странка држављана Србије                                    | 477       | 0,01   | 0       | Нова |
| Уједињена опозиција Шумадије                                                     | 440       | 0,01   | 0       | 0    |
| Коалиција ,,Препород''–Странка девизних штедиша–Радничка партија Србије          | 355       | 0,01   | 0       | 0    |
| Југословенска радничка класа "Јосип Броз Тито"                                   | 351       | 0,01   | 0       | 0    |
| Коалиција ,,Препород''–Монархистичка странка Србије                              | 296       | 0,01   | 0       | 0    |
| КП Југославије – Покрет југословенске перспективе – Радничка странка Југославије | 283       | 0,01   | 0       | 0    |
| Универзалистички покрет                                                          | 124       | 0,00   | 0       | Нова |
| Независни                                                                        | 40.110    | 1,01   | 0       | 0    |
| Укупно                                                                           | 3,972,468 | 100,00 | 250     | 0    |
|                                                                                  |           |        |         |      |
| Важећи гласови                                                                   | 3.972.468 | 96,03  |         |      |
| Неважећи/празни гласови                                                          | 164.307   | 3,97   |         |      |
| Укупни гласови                                                                   | 4.136.775 | 100,00 |         |      |
| Регистровани гласачи/излазност                                                   | 7.210.386 | 57,37  |         |      |
| Извор: Републичка изборна комисија Архивирано на веб-сајту (19. фебруар 2025)    |           |        |         |      |

На изборима су учествовале 89 изборне листе.

## Сазив парламента и нова влада
По конституисању Скупштине, формирано је укупно седам посланичких клубова. Најпре су у децембру 1997. год. формирани клубови СПС, СРС, СПО, НД, ЈУЛ и СВМ. Касније је (28.12.1999) формиран и посланички клуб Војводина-Санџак удруживањем посланика са неколико мањинских листа.
Владајућу коалицију су чинили СПС, СРС и ЈУЛ, што је у медијима често називано „црвено-црном коалицијом” и „владом народног јединства”. За председника Скупштине поново је изабран Драган Томић а за председника владе Мирко Марјановић по други пут.